# Fozzy
Fozzy est un groupe américain de heavy metal, originaire du Texas. Le chanteur est Chris Jericho, qui est surtout connu pour être catcheur à la All Elite Wrestling. Fozzy est reconnu pour faire des reprises de chansons et de les jouer à leur propre façon, en particulier pour leurs deux premiers albums, Fozzy (album éponyme) et Happenstance. Le groupe est composé de Chris Jericho au chant principal, Rich Ward à la guitare principale (certains chants sont interprétés par Ward), Billy Grey à la guitare, Paul Di Leo à la basse et Frank Fontsere à la batterie.
Chris Jericho explique sur Fozzy : « Nous avons décidé d'incarner des personnages et de faire comme si les chansons que nous reprenions étaient en réalité nos chansons et qu'elles nous avaient été volées lorsque nous étions coincés au Japon en raison d'un mauvais contrat d'enregistrement. » Derrière Jericho, le groupe se forme de musiciens d'anciens groupes metal, incluant les membres de Stuck Mojo. Chris Jericho incarnait à l'origine le personnage de « Moongoose McQueen », mais l'a abandonné en 2004. Jericho prétend également quelquefois que Moongoose et Jericho sont deux personnes totalement différentes. Il utilise désormais plus souvent son nom de lutteur professionnel, plus connu (son vrai nom étant Christopher Irvine). Les deux premiers albums de Fozzy incluent principalement des reprises de chansons. Dans leur troisième album, ce sont toutes des chansons originales.

## Historique

### Formation et débuts (1999-2000)
Fozzy est un groupe de reprises monté par le leader de Stuck Mojo Rich Ward avec tous les musiciens qu'il a pu trouver en une semaine. 
Le groupe s'appelait à l'origine Fozzy Osbourne, en hommage au chanteur Ozzy Osbourne dont Rich Ward était fan. Chris Jericho avait même adopté le style d'Ozzy (notamment sa coupe de cheveux).
En 1999, Chris Jericho a rencontré Rich Ward à San Antonio après un spectacle de lutte. Ward a invité Jericho à jouer avec son groupe. Jericho s'est joint à eux pour quelques sessions, mais il n'avait pas l'intention de rester avec eux. Jericho a donc quitté Fozzy Osbourne. En 2000, Jericho a souffert d'une blessure grave à la cheville et il n'a pas pu lutter pendant quatre mois. Il a donc décidé de joindre de nouveau Fozzy Osbourne. Le groupe part en tournée, avec cette fois Jericho comme leader.

### FozzyetHappenstance(2000–2002)
Le groupe a fait des tournées sous le nom de Fozzy Osbourne jusqu'en 2000, où ils ont changé leur nom pour Fozzy. Ils ont fait plusieurs tournées dans le monde, incluant l'Australie, le Royaume-Uni, le Japon et les États-Unis. Leurs deux premiers albums, Fozzy (2000) et Happenstance (2002) sont principalement des albums de reprises. All That Remains (2005), leur troisième album, se veut beaucoup plus sérieux, contenant plusieurs chansons connaissant leur succès, en particulier Enemy, All That Remains, et It's A Lie. Cet album les fait véritablement connaître du grand public, les propulsant vers une véritable carrière musicale.

### Chasing the Grail(2009–2011)
La chanson Enemy a été le thème officiel du pay-per-view No Way Out de la WWE en février 2005. Le quatrième album de Fozzy, Chasing The Grail, est sorti le 10 janvier 2010 aux États-Unis et le 10 mars 2010 en France. La chanson Martyr No More de cet album est le thème officiel du pay-per-view de la WWE, Royal Rumble 2010. Lors d'une interview en février 2011, Chris Jericho annonce qu'il a écrit assez de paroles pour constituer un tout nouvel album de Fozzy, et que Rich Ward avait commencé à travailler pour écrire la musique. Ils espèrent sortir leur nouvel album en février 2012, mais selon la page Facebook officielle du groupe, les enregistrements sont terminés le vendredi 4 mai 2012. Fozzy repart en tournée en juin 2012.
Un concert de Fozzy a eu lieu à Paris au Trabendo le 23 octobre 2010. Le groupe à rejoué le 2 juillet 2011 à La Maroquinerie à Paris. Le 15 juillet 2011, ils font leur premier concert en Belgique, au Festival de Dour. Le 13 juin 2012, ils annoncent sur leur page Facebook et leur site officiel que leur prochain album, qui s'intitulera Sin And Bones, sortira le 14 août suivant. Chris Jericho fait son retour à WWE Monday Night RAW le 25 juin 2012, et pour cela, Fozzy bénéficiera d'une promotion pour la sortie de leur nouvel album. Le mardi 3 juillet 2012, Fozzy annonce que le 5 juillet, donc deux jours plus tard, sortira le premier single de Sin And Bones : Sandpaper, d'abord en écoute gratuite et illimitée sur le site de Revolver Magazine, puis à partir du 17 juillet 2012 sur iTunes. Dans cet album, M. Shadows, le chanteur du groupe Avenged Sevenfold, fait un duo sur la chanson Sandpaper[réf. souhaitée].

### Judas (2017)
Judas est le septième album studio du groupe. Il a été publié le 13 octobre 2017 par Century Media Records.
Le titre de l'album a été publié en tant que premier single de l'album le 5 mai 2017.  En prévision de la sortie de l'album, deux nouvelles chansons ont été mises à disposition sur les services de streaming: "Drinkin 'with Jesus" le 15 septembre 2017 et "Painless" le 29 septembre 2017. Le premier single a été un succès radio, passant 26 semaines sur Mainstream Rock Tracks chart et culminant à la cinquième place. Chris Jericho a utilisé cette musique en thème d'entrée à la New Japan Pro Wrestling ainsi qu'à la All Elite Wrestling.

## Discographie

### Albums
- 2000 : Fozzy
- 2002 : Happenstance
- 2005 : All That Remains
- 2010 : Chasing The Grail
- 2012 : Sin And Bones
- 2014 : Do You Wanna Start A War
- 2017 : Judas
- 2022 :  Boombox

### DVD
- Fozzy - Unleashed, Uncensored, Unknown (2003)

### Singles
- Eat the Rich (2000)
- Balls to the Wall (2002)
- With the Fire (2002)
- Enemy (2005)
- It's a Lie (2006)
- Metal Gods (2007)
- Martyr No More (2009)
- Let The Madness Begin (2009)
- Broken Soul (2010)
- Sandpaper (2012)
- Lights Go Out (2014)
- Judas (2017)
- Nowhere To Run (2019)
- I still burn (2022)

## Galerie

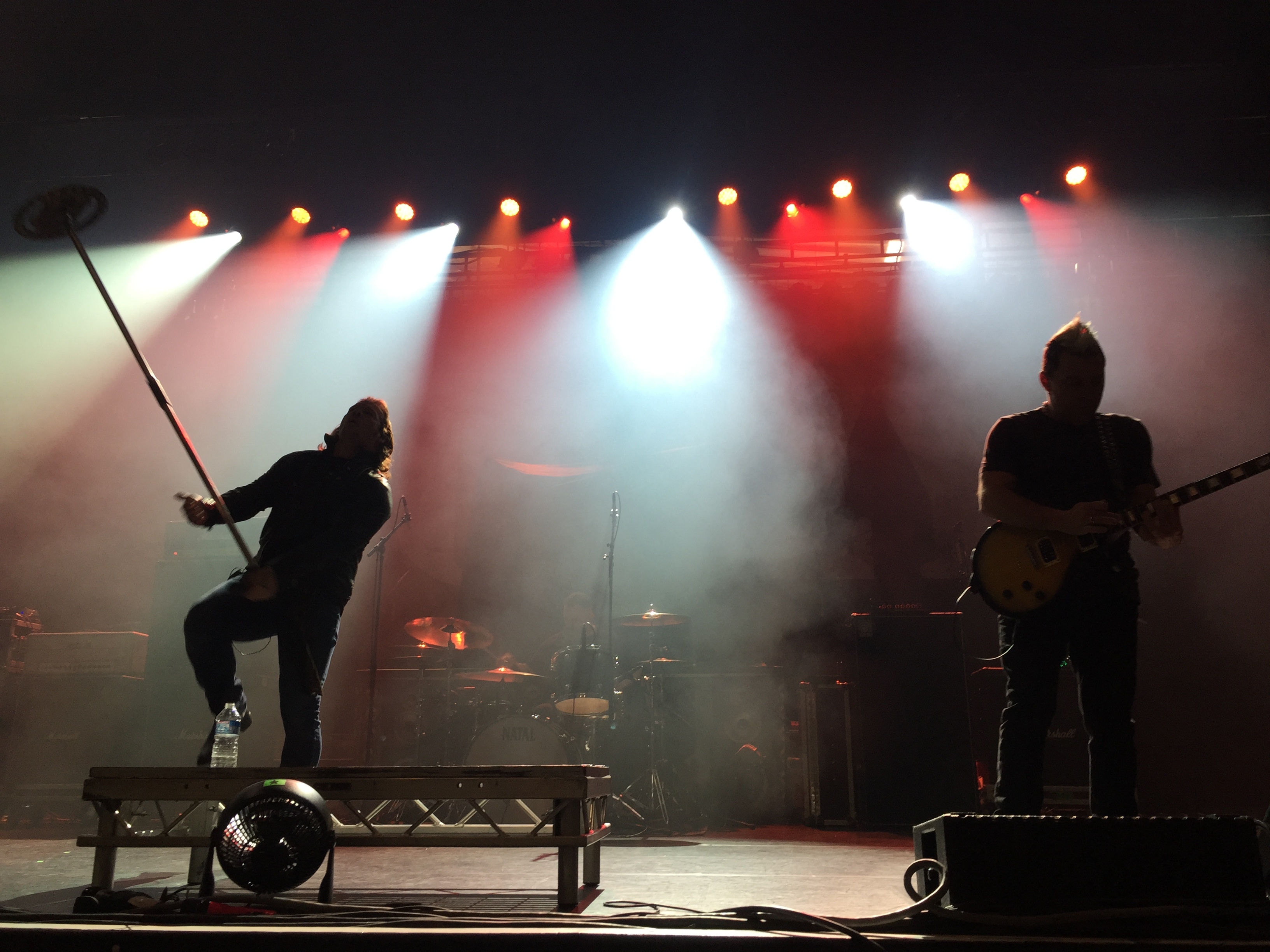
Fozzy à l'Olympia
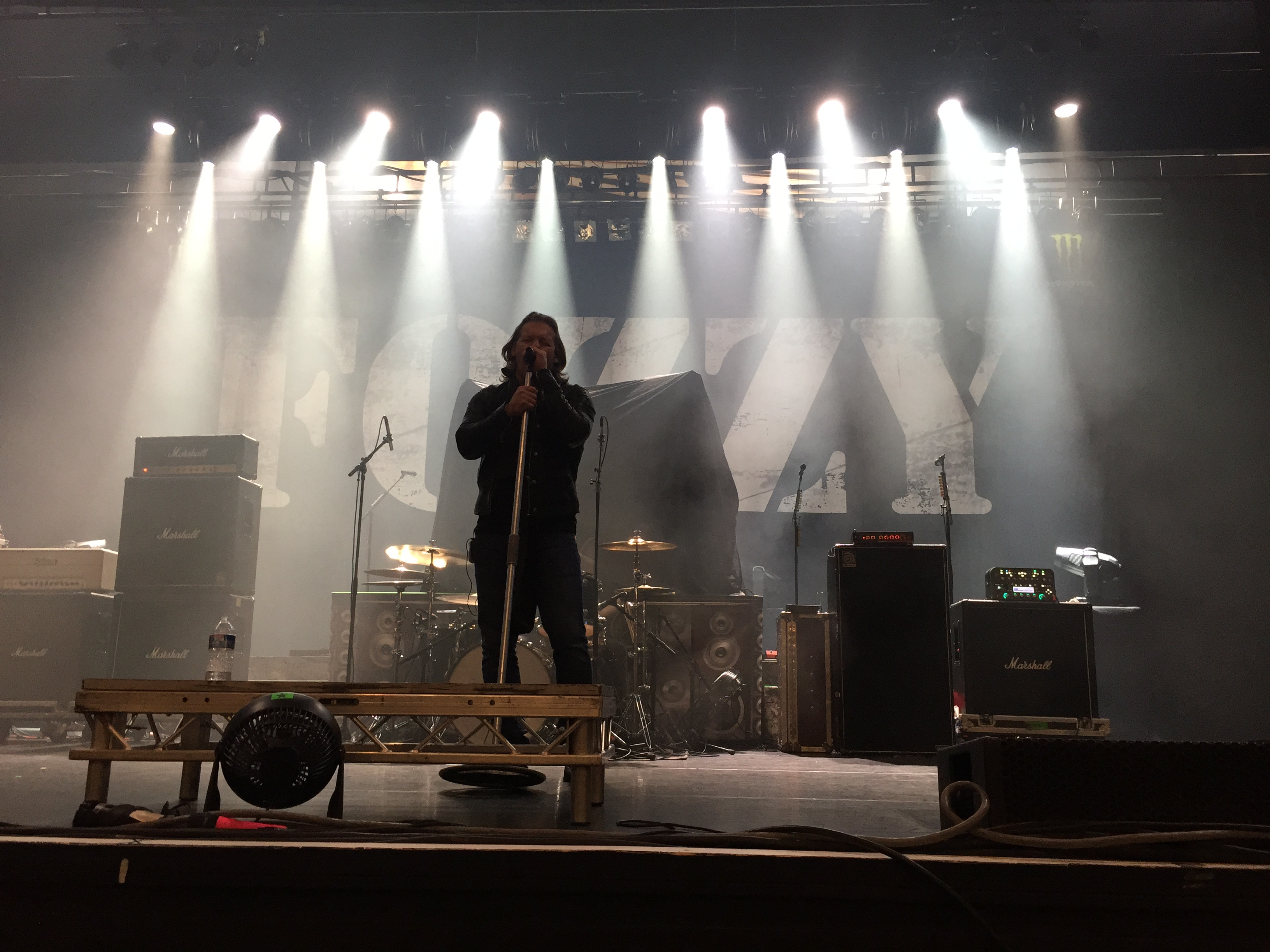
Fozzy à l'Olympia.
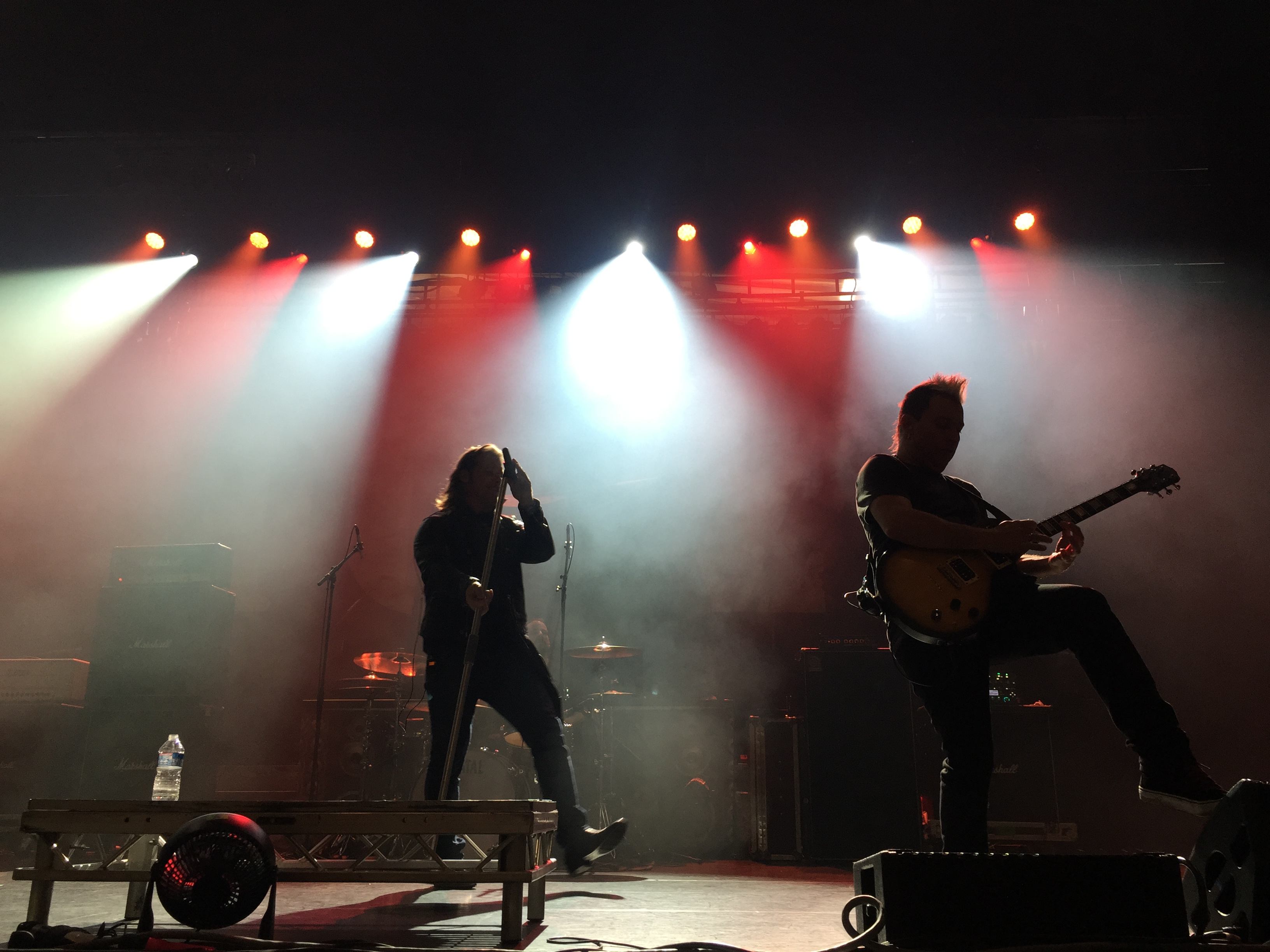
Fozzy